# بنش
بنش هي مدينة سورية تتبع ناحية بنش في منطقة مركز إدلب في محافظة إدلب. بلغ عدد سكانها 52000 نسمة في عام 2011حسب إحصاء المكتب المركزي للإحصاء.
وتتربع مدينة بنش فوق تل وتبعد 7 كم عن ادلب وتحيط بها كروم الزيتون والتين من الغرب والشمال حيث تتصل مع كروم مدينة إدلب الشهيرة بزيتونها وكرمتها وتينها. وتحفها سهول زراعية خصبة من الجنوب والشرق ويعمل أهل المدينة بالزراعة والتجارة ويشتهر أهلها بالكرم والجود وتعد المدينة من المدن المهمة في محافظة إدلب لإنها تعدّ صلة وصل بين المحافظة إدلب وباقي المدن والقرى الأخرى التابعة للمحافظة. عدد جوامع بنش ما يتراوح بين ( 17/23) تقريبآ

## الطبيعة
مدينة بنش تقع على تلة يصل ارتفاعها عن سطح البحر إلى (371) م، وتتمتع بمناخ معتدل إذ تكون درجة الحرارة صيفا 35 درجة مئوية وتنخفض درجة الحراة في شتاء، تنحدر سفوحها الشرقية والجنوبية بشدة على السهول المجاورة ارتفاعها عن سطح البحر (330) م ويخف الانحدار نحو الشمال وتتصل بهضبة إدلب من جهة الغرب وتبلغ مساحة بنش مع الأراضي التابعة لها (15000) هكتار المشجر فيها (1100) هكتار.

## التاريخ

### أصل التسمية
جوهر اسم بنش لم يحور، بل حافظ على جوهره الباء عائدة عند أهل الشام ككلمة الكفر رمز للبيت والقرية وهو شائع في كثير من القرى والبلدان، 
في بلاد الشام ومصر واسم بنش في أصله اسم ديني كمعظم أسماء قرانا وأهم الآلهة في المنطقة هدد ورفيقته تسمى عشتارـ عشتروت
واسم هدد عند الحثيين (telepinush) تلبنش وبالمقارنة يمكن القول أن اسمها لقب اشتق من إحدى صفات إله المنطقة الرئيس هدد/ آلة القوة
و العاصفة لتعني القوة والعاصفة بنفس معنى ادلب / ادو ـ هدد. في أوروبا عدة مدن باسم نشن كما في صربيا أي الاسم نقل من هنا.
وقد أفادَ أحد أعضاء بعث إيطالية استكشافية في سوريا في أواخر القرن العشرين بأنهم اكتشفوا الرقم اسم بنش القديم، وهو «بآناش».

### لمحة عامة
ورد في مذكرات القاضي لابن شحنة وهو من قضاة حلب في أواخر العصر العباسي أن بنش هي بلدة من أعمال حلب وهي تبعد عن مدينة حلب مسيرة يوم أو بعد مرحلة وهي تعتلي ربوة وتلفها كروم الزيتون.
وقد ورد في اللغة السريانية القديمة أن بنش تقسم إلى 
مقطعين: بن + نش وتعني مزرعة الأشبال أو (الأسود) لكنه من المؤكد أن هذه المدينة ظهرت للوجود في فترة الحكم الروماني 
لبلاد الشام وخضعت له كبلدة وأشيدت بها المعابد والكنائس التي كان الرومان يقيمون فيها شعائرهم الدينية، واليوم نشاهد بقايا لآثار الكنائس التي تحولت في عهد عمر بن الخطاب إلى مساجد مثل (الجامع الكبير) التي تتميز حجارته القديمة بالضخامة.
وأثناء أعمال البناء والتشييد وسط البلدة بجوار الجامع المذكور ظهر أثناء الحفر الكثير من تلك الحجارة وبعض تيجان الأعمدة الرومانية وبقايا سور وبعض القبور الرومانية.. وهناك منطقة في البلدة تسمى (حوران الكنيسة) حتى الآن.
ومؤخرا ذكرت المصادر الآثارية المختصة وجود قبور لثلاثة ملوك من ملوك إيبلا ايبلا المملكة العريقة في شمال سورية، وحول البلدة تنتشر الكثير من التلال الأثرية مثل (تل آفس وتل دينيتا) وهنالك أيضاً مبنى تم تشييده في فترة الاحتلال الفرنسي وهو تحفة فنية رائعة وما زال يحتفظ برونقه وجماله.
لو نظرنا من بعيد لوجدنا بنش هي على مرتفع ((اكروبول)) اصطناعي، وحين نقوم بحفر الأساس لدى بيت قد نجد بقايا بلدتنا القديمة، لأنها فوق اكروبول أي تجمع أثري فيه بقايا المعبد والمدافن المذكورة في وثائق في إبلا

### الأزمنة القديمة
كثير من قرى المنطقة موجود اسمها في وثائق إبلا كـ تعوم باسم توم وادلب باسم لوبان وأريحا باسم أريحو وحاس باسم حاسو وغيرها الكثير.
ولوعدنا إلى الوثائق لوجدنا اسم بنش تحول عبر العصور كم يلي:
في الوثائق الإبلائية (تناش 1500 ق.م ـ بيناش ـ بآناش) في الألف الثالثة ق.م و (بانشتا) في الألف الثانية ق.م
وكذلك في الوثائق الأوغاريتية (باناآنش) أي الألف الثانية ق.م وفي العهد الروماني (بانش)
وفي العهد البيزنطي (آنشت / نشت) وفي العصر الوسيط (بناشس) وفي العهد العثماني (بنيش ـ بنش)
وفي النصوص الإبلائية (الرقم المسمارية) نصوص مهمة أظهرت حتى الآن ستة وعشرين ملكاً يرقى عهد حكمهم إلى ما قبل عام 2750 ق.م.
أحد الملوك دفن في بلدة (نيناش)وهي بنش يدعى بالأبلائية (nee ـ me ـ en = A-mee-nee) عمانا وهو الملك الخامس في سلالة الملوك القدامى في إبلا
أي يرقى عهده إلى 2600 ق.م فهو أما أصله من بنش أو أنه دفن في معبدها وهو من السلالة الملوكية الأقدم في إبلا.
ونحن في هذه المناسبة ندعو مجلس مدينة بنش إلى إطلاق اسمه على إحدى ساحاتها مع وضع لوحة دلالة كمايلي سـاحة الملك الإبلائي السيد عمانا ـ الملك الخامس 2600 ق.م
دفن في نيناش (بنش الحالية وقد كان من عاداتهم تقديم القرابين والأضاحي عن أرواح الملوك والآباء ة الأجداد وهي أبز تقاليدهم حينذاك
تم اكتشاف الرقيم في القصر (ج ـ G) ويحمل الرقم 120 في موسم 1974
لذلك حين يتوج الملك، مراسيم التتويج هي التجول في المنطقة لمدة خمسة عشر يوماً في موكب رسمي وديني حافل ويرافق الملك القادم بعض أفراد أسرته
وحاشيته في جولة تبدأ من إبلا مارة بـ نيناش لتقديم القرابين في معبدها والحصول على البركات من آلهتها ثم يتابعون إلى دارب ـ اتارب حالياً بعد هذه الجولة، يتم تتويج الملك أصولاً.
هناك نص التنقديمات أي العطايا لثلاث أزواج من الآلة الآلهة ايدبال Idabal وزوجته السيدة بعلتوم
Ba ,ltum (وحتى الآن عن الزوجة بعلتي ـ سيدتي في تراثنا فهو بحق تراث إبلائي)
و الإله رشب / رشف وهو إله الساقية ـ الماء وفي المنجد الحالي نجد كلمة رشف = مص الماء
والإله ادامّا =دم agu آغو وغولاتا Gulatee ومازلنا نستخدم agu بـ آغا تعني رفيع القوم
وغولاتا = الغول الكائن المتفوق علينا
كان من العادة أن يُقدم الملك الإبلائي في معبد نيناش خروفاً واحداً، ولكن في بنش قدم عشرة خراف وأرجح السبب وجود أكثر من إله في معبد يرمز إليه بتمثال؟
وهذا إشارة إلى أن معبد بنش من المعابد الكبرى في المنطقة، لأنه يضم رفات الملوك الأوائل في إبلا، إذ من المتعارف دفن الملوك قرب القصر، 
أما هنا دفنو في مكان آخر، وفي بنش قد يكون مدفون فيها أوائل الملوك المقدسين في معبدها لذلك دفن الأحفاد هنا.
وأصبحت عادتهم عبادة الأجداد التي كانت تمارس في كل مكان في دولة إبلا ومن الصفات الإبلائية المتعلقة بالتماثيل،
رغم قلتها فإنها تشير بشكل مؤكد إلى تماثيل نذريه لكائنات بشرية كـ تمثال يمثل الملك يظهر مع الملكة أخذ إلى المدفن (الضريح)
يقال له (إي ـ ما ـ تم/ موتـ ام)= ايماتم / موتم أي مكان الموت في (نيناش) بمناسبة زواج الملك السابق ايشار ـ دامو إلى ملكتوم نعى (تابورـ دامو/ طابورـ دامو)
وقد كلف هذا التمثال (305 غ من الفضة) في هذا النص إشارة مؤكدة إلى وجود مدفن في بنش يطلقون عليه اسم / ايماتم / موتم والكلمة حية حتى الآن
وكذلك اسم ايشار = بشار اليوم وأما دامو فهي الدم. وأنه قد صنع في بنش؟
والنص يشير إلى تمثال الملك والملكة من أجل نيناش هذه الوثيقة تذكر تمثال الملك المقدم من قبل الوزير ابريوم 31000 غ من الذهب
منت أجل زخرفة الطبقة الخارجية (غلاف التمثال) وكذلك مزهرية من ذهب لتمثال الملك الذي قدمه ابريوم.
نفس التمثال مسجل نص إداري وموجه إلى الأسلاف (الأجداد) بمناسبة زواج الملك اشار ـ دامو من تابور ـ دامو الملكة وكذلك مذكور أيضا
في وثيقة زواج طقسية (شرعية) والملك الجديد يقدم خروف في معبد الإله (شاكيشو) وحتى الآن نستخدم كلمة شاكوش للمطرقة.
هنا دلالة على أن الأسلاف حينذاك كانوا يضعون تمثال الملك في المعبد،
وكما ورد في وثيقة طقسية (شرعية للملك اركب ـ دامو والد ايشار ـ دامو بينما الملك الجديد الذي كان اسمه اركب ـ دامو يقدم أربع خراف لتمثال الملك والملكة.
وللعلم فإن كلمة خروف تعني عندهم (أدو) واسم ادلب في قسمه الأول يشتمل عليه.
كم قدم الملك تمثالاً كرمية من الفضة إلى الآلهة اشهار = عشتار وجهها من الفضة ورداؤها مغطس بالفضة وفي يدها صينية.
ويتابع النص ذكر الملك يقدم تمثالاً آخر للالهة لبوة، وجهها من الفضة ورداؤها مغطس بالفضة وفي يدها صينية.
كما تسجل الوثيقة الإدارية تمثال الملك والملكة المقدم لعشتار / آلهة الخصب من قبل ايشار ـ دامو.
بعد زوال نفوذ مملكة إبلا، أصبحت المنطقة خاضع لمملكة بركا في النصف الثاني من الألف الثانية ق.م.
في الألف الأولى ق.م بدأ يتزايد نفوذ الثقافة الآرامية، ونظراً لقرب بنش من أحد أهم المراكز الحضارية للآراميين وهي (تل آفس) = آبسين سابقاً، 
فلابد أنها تأثرت بهذه الثقافة لذلك ثبت حرف الباء في بداية اسمها كما هو شائع في الكثير من أسماء القرى في شمال سوريا وتعني الباء == بيت = بيوت == قرية.
غزا الآشوريون المنطقة عام 738 ق.م، ومنها بنش كغيرها من قرى المنطقة خضعت لحكمهم لعدة سنوات.
بعد أن كانت تحت حكم مملكة حزرك الآرامية وملكها زكور، وفي عام 333 ق.م خضعت للحكم اليوناني إلى عام 64 ق.م، عندَ بداية الحكم الروماني، وسُميت وقتها باسم «بانش/بانشوس».

### العهد البيزنطي
لم تشر الوثائق إلى بنش في العهد الروماني، لكنها كانت تابعة إدارياً إلى خالكيس آذبيلوم "Checlchis ad Beluem"، أي قنسرين غرب حلب، وهي قرية العيس الآن بل تل النبي عيسى، حيث انتشرت المسيحية في المنطقة بعد أن كانت سرية.
آمن معظم أبناء بنش بالديانة المسيحية متخلين عن الديانة الوثنية الرومانية، ولعلَّ جامع الكبير فيها مكان المعبد الوثني الذي تحول إلى «كنيسة الدير».
فيما بعد وقد أشرنا في كتابنا «التاريخ الأثري للأوابد العربية والإسلامية في محافظة إدلب» إلى ذلك ص30 إذ قلنا: ((جامعها الكبير 11.5 x 30 م من خلال دراستنا تبين أنه في أصله كنيسة، وتوزيع العواميد داخل حرمه 5.5عن الجدران و 6م عن بعضها.
وهيَ إشارة إلى أن هذا البناء كنيسة من الطراز البازلكي، أو هو موقع الدير المذكور في الوثائق السريانية وننجفة (طنف) «باب الحرم» بيزنطية كالتي في جامع أريحا، وفوقها حجر مغطاة بالإسمنت لعلها الأصلية عليها كتابة، وفيه كتابة شعرية في أربعة أبيات تشير إلى تجديده سنة 1200هـ:
1 ـ يا من كاتب الايبل جدد هذا المصلى هو من الله الكريم
2 ـ لا يبقي الله (منه) ما كتب يدله (سلم) العبد فيه صلى (0000)
3 ـ إلا ما كتب غير شر (0000) تاريخه رحمة ذكر تملى بشهر محرم الله.
4 ـ سرك في القيمة أن تراه ميتين بعد الألف شهر ياب (000000).
وعلقنا باهامش بأنه وجد فيه كتابة سريانية حين تجديده عام 1960 م واليوم نؤكد ثانيةً أن بنش قد كان لها وجود في العهد البيزنطي وخالصةً في القرن السادس الميلادي
إذ هناك وثيقة سريانية في متحف لندن تذكرها باسم نشيت (آنشت) وراهب ديرها اسمه تيودور شارك في مؤتمر الرهبان المنوفيزيين اليعاقبة أصحاب الطبيعة الواحدة في نظرتهم للسيد المسيح.

### العهد الإسلامي
في العهد المملوكي منها المارستان الجديد الذي ارغون سنة 755 هـ ووقف عليه قرية بنش العظمى من عمل سرمين تفيدنا هذه الوثيقة إلى أنها قرية عظيمة
فيها خيرات كثيرة وأيضاُ كانت تتبع لها إداريا كل من سرمين والفوعة في زمن الملك الظاهر بيبرس
وكما ذكر ابن شداد كاتب سيرته (ت 1285 م) في عهد السلطان المملوكي حسن بن محمد بن قلاوون تسطر وثيقة وقف لصالح مدرسة الرميلة بالقاهرة سنة 760 هـ 1359 م
تذكر قرية الفوعة والتابعة لسرمين وتحدد أراضيها بأنها تنتهي عند أراضي قريتي بنيش والحصون ولم تقع بأيدينا وثائق عنها في العهد المملوكي غير هاتين الوثيقتين، 
وأرجح قد نجد شيئاً عنها في وثائق هذا العهد في مصر وندعو من يأتي من بعدنا السفر إلى القاهرة، ليجد الكثير في وثائقهم عن هذا العهد الغني بحضارته.
1 ـ ذكر عبد الحميد مشلح في كتابه الظاهر والمدفون 1 / 151 كانت وقفاً للبيمارستان الأرغون في حلب في العهد العثماني وهذا خطأ بل في العهد المملوكي.
في قرية باتبو شمال معرة مصرين عام 567 و 568 م وفي الوثائق السريانية الأربع نجد راهب دير نشيت (بانش ـ بنش) في الوثيقة الأولى
ورقم تسلسله 45 بينما راهب فُع (فوعا) في الوثيقة الرابعة وتسلسله 34.
كانت معظم أديار المنطقة تؤمن وتؤيد المذهب المدعو بالطبيعة الواحدة (النوفيزية) كـ دير فوعا ونيرب وادلب وغيرها وكانوا تابعين دينياً إلى أسقف بصرى في حوران
بعد الفتح الإسلامي عام 17 هـ / 637 م ظلت بنش مسيحية حتى القرن الرابع الهجري، لكن يمكن القول إن أهلها أسلموا في غالبيتهم في النصف الثاني من القرن الثاني عشر الميلادي، بعد خروج الفرنجة من المنطقة.
وفي عهد نور الدين زنكي حظيت باهتمام خاص إذ جعل فيها وقفاً كما تشير الوثائق فيما بعد، كذلك ابن الشحنة (ت) حين حديثه عن التجديد في حلب من المساجد والمدارس.

#### حكم العثمانيين
حين قدم السلطان سليم الأول العثماني إلى سـرمين عام 1516 م / 925 هـ واستقبل الوفود من رؤساء عشائر المنطقة فلا بد أن تكون أحد الوفود من بين أبناء بنش أو أحد زعمائها.
كانت بنش تابعة لقضاء سـرمين في مطلع العهد العثماني ثم أصبحت تابع لقضاء ادلب الصغرى ـ وهي ادلب الحالية ـ في النصف الأول من القرن السابع عشر.
ففي وثيقة تاريخها 1007 هـ / 1589 م مضمونها إقرار موسى بن سعد المعروف بكديش من قرية بنش تابعة لقضاء ادلب الصغرى
عليه ذمة لأخيه بمبلغ 187.5 ديناراً (مجلد 10 ص 321 شرعية رقم 2534) وهذه أقدم وثيقة تذكر قضاء ادلب الصغرى
أي حين إحداث القضاء ضمنت بنش إليه يبدو أن وضع بنش الإداري لم يكن مستقراً، إذ تبدلت تبعيتها الإدارية من ادلب الصغرى إلى قضاء معرة مصرين
وكما ورد في وثائق سجلات المحكمة الشرعية بحلب أن قرية بنش تابعة لقضاء معرة مصرين سنة 1140هـ
مع قرى رام حمدان وحزانو وزردنة وكفريا وكفرنوران ومعرة الاخوان وحربنوش (س 52 ص 411).
كما وردت وثيقة أخرى تذكرها باسم قرية بنش التابعة لقضاء معرة مصرين في 28 / رمضان 1058هـ
لكن أقدم وثيقة عثمانية تذكر فيها قرية بنش في سنة 999 هـ / 1590 م وأنها تابعة لناحية جبل سمعان ومزرعة نبل
تابعة لقرية بنش في وجود إقطاع زعامي (زعامت) وهو كل إقطاع يتجاوز دخله السنوي 19.999 ديناراً؟
وهذا طبيعي في مطلع العهد العثماني، إذ السلطة جديدة والأوضاع الإدارية غير مستقرة واليوم نبل هي مركز ناحية في قضاء جبل سمعان في محافظة حلب.
واقتصاديا: كانت بنش يحسب اقتصادها ع /ط سرمين في سنة 1151هـ / 1738 م
وكما ورد في وثيقة تقول في قائمة الحنطة المفروضة لصالح الفقراء يومياً والمقدمة للمطاحن بحلب - احتساب سرمين وإخراج بنش - وهيَ 1113 مكول و83 مكوكس، وهيَ كمية قليلة بالمقارنة مع معرة مصرين ذات مكول 93. وفي ذات الوثيقة ذُكِرت بنش كقرية مع مزارع مرادية (وهي مزارع شيخ مراد، والذي كان وكيله محمد بن حسن آغا ضابطي إدلب) ويَردُهَا من الحنطة آ ـ 542 (أوامر سلسلة ـ سجل 3 و539).
وكانت بنش قد عانت اقتصادياً زمن حكم إبراهيم المصري ففي تقرير مجلس حلب أن الضرائب عليهم كانت أكثر من دخلهم وفيها قرية (نش) قدم لها مساعدة 3,000 غروش بينما المطلوب منها كضرائب 124643 غروش و15 بارة. وأما أوقاف بنش كانت مواردها لصالح الجامع الأموي الكبير بحلب وهي منذ أيام نور الدين.
تم التعدي على محاصيل هذه الأوقاف أو محاولة استغلالها في سنة 1149 هـ/1736م، إذ ذكرت وثيقة باللغة العثمانية صادرة عن السلطان في إسطنبول وموجهة إلى والي حلب أن في قرية بنش التابعة لقضاء معرة مصرين: "يُمنع التعدي على هذه الأوقاف من قبل البيكوات والعربان 000)(س3 و380). وقد تكرر هذا التعدي، فاستغلت الأوقاف المنافع الشخصية والغريب في وثيقة أُخرى صادرة عن السلطان العثماني تذكر ما يلي:
.
ونتساءل أيضاً من خلال وثيقة أُخرى صادرة عن السلطان العثماني إلى والي حلب وإلى قاضي إدلب تاريخها 1155 هـ تتضمن ضبط هذه الأوقاف في تعيين مأمور لحفظها من الناهبين والعابثين فيها كأوقاف نور الدين في بنش لصالح الجامع الأموي الكبير بحلب، وللتصرف بشكل شرعي حسب توجيه الواقف، كما تبحث الوثيقة مقدار الأوقاف في قرية بنش التابعة لوقف بيمارخان (= بيمارسشتان) أرغون كامل بحلب 0000)).
يهمنا وجود وقف لصالح بيمارستان أرغون بحلب وتعني دار المرض، وقد تم بناؤه عام 755 هـ / 1354 م
من قبل الأمير أرغون الكاملي الذي تولى نيابة السلطنة بحلب سنة 754 هـ ويعتب البيمارستان من أهم الأبنية الأثرية في حلب والعالم العربي.
والتساؤل هنا هل أوقفها أرغون أم غيره لصالح البيمارستان؟!
هنا وثيقة تجيبنا عن ذلك، وهيَ ترقى للعهد المملوكي ذكرها ابن الشحنة في كتابه "الدُّرر المنتخب في تاريخ مملكة حلب قائلاً: "المارستان الجديد وهو الذي بناه أرغون في سنة خمس وخمسين وسبعمائة 0 ووقف عليه قرية بنش العظمى من عمل سرمين".
وهنا إشارة واضحة إلى:
أولاً ـ لقب جديد لـ بنش باسم (العظمى) وهي تعني الأهمية المتميزة لها حينذاك
ثانياً ـ كانت تابعة إدارياً إلى سرمين في العهد المملوكي (زمن وفاة ابن الشحنة (89هـ / 1485م)
نخلص إلى القول إن الأوقاف في بنش من أيام نور الدين الشهيد (العهد الأيوبي) والعهد المملوكي

### احتجاجات 2011
كان لمدينة بنش دورٌ بارز في المشاركة في حركة الاحتجاجات السورية 2011، إذ بدأت المُظاهرات بالخروج فيها منذ تاريخ 1 أبريل خلال «جمعة الشهداء»، وقد تعرَّضت لحصار عسكري لاحق وسقطَ فيها العديد من القتلى والجرحى بالإضافة إلى مئات المعتقلين. [بحاجة لمصدر]